# Waldemar Goszcz
Waldemar Goszcz (ur. 14 grudnia 1973 w Wolborzu, zm. 24 stycznia 2003 pod Ostródą) – polski piosenkarz, aktor i model.

## Życiorys

### Wczesne lata
Urodził się w Wolborzu jako syn Zofii i Włodzimierza Goszczów. Miał młodsze rodzeństwo: siostrę Annę i brata Piotra. Jako nastolatek występował w zespołach muzycznych i tanecznych oraz uczestniczył w różnych zawodach sportowych. Uczył się w Technikum Mechanizacji Rolnictwa w Wolborzu. Po zdaniu matury dostał się na AWF w Poznaniu, na której naukę przerwał, gdyż nie mógł jej pogodzić z karierą modela. Studiował również w Wyższej Szkole Zarządzania w Warszawie.

### Kariera

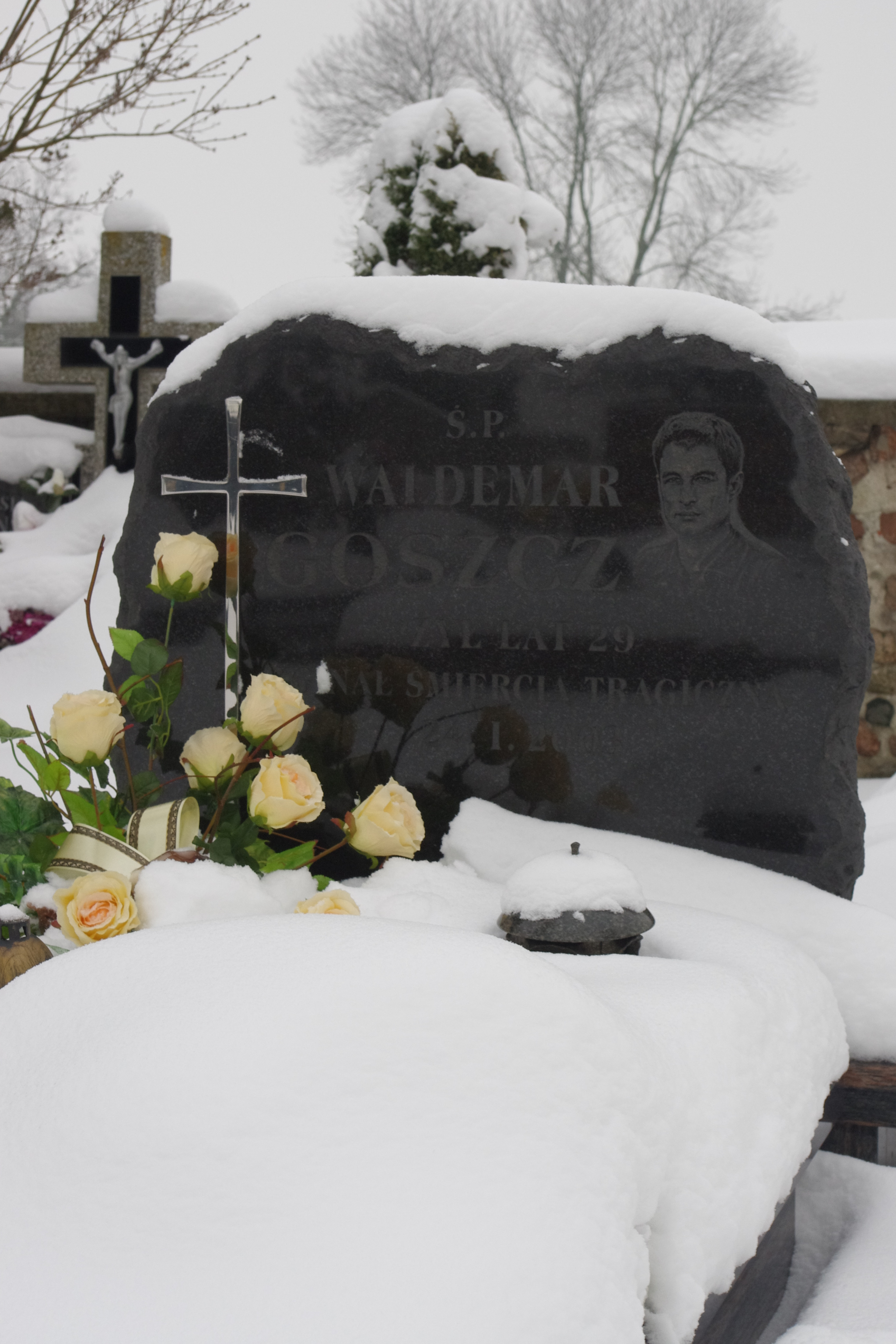
Grób aktora i piosenkarza Waldemara Goszcza na Cmentarzu w Wolborzu (24 stycznia 2013)

Został odkryty na ulicy w Warszawie przez właściciela renomowanej agencji modeli. W 1993, w wieku 19 lat, wygrał prestiżowy konkurs i zdobył tytuł „Twarz Roku”. Chodził po wybiegach u najsłynniejszych projektantów i wygrywał castingi do reklam telewizyjnych, m.in.: chusteczek do nosa Velvet, sezamków Aha!, maszynek do golenia Polsilver, oraz billboardów, a także stał się twarzą kampanii takich projektantów mody jak Cerutti, Thierry Mugler i Nikos. Jego twarz stała się rozpoznawalna. 
W 1997 rozpoczął karierę muzyczną w boysbandzie Hi Street, który założył wraz z Markiem Sośnickim. Pozostali członkowie tej grupy to Maciej Adamek, Radosław Wojak oraz polski piosenkarz algierskiego pochodzenia Ferid Lakhdar. Rok później Hi Street zadebiutował na XXXV Krajowym Festiwalu Piosenki Polskiej w Opolu i jesienią ukazała się na rynku debiutancka płyta, wydana przez PomatonEMI, którą promował teledysk „Gdy czujesz życia rytm”. Od debiutu zespół zagrał ponad 200 koncertów, w tym jeden, obok kilku innych polskich gwiazd, dla siedmiotysięcznej publiczności w Berlinie. W 2001 grupa Hi Street rozpadła się.
W listopadzie 2001 wydał solowy album zatytułowany po prostu Waldek Goszcz. Krążek promowały dwa single: „Orfeusz” i „Lalka”. Wystąpił w teledysku do piosenki K.A.S.Y. „Zostań po koncercie” (2002). Był jednym z twórców hymnu akcji I Ty możesz zostać św. Mikołajem.
Popularność wśród telewidzów przyniosła mu rola Adama w telenoweli Adam i Ewa (2000). Gościnnie wystąpił również w sitcomie Szpital na perypetiach (2002).

### Śmierć
24 stycznia 2003 zginął w wypadku samochodowym w okolicach Ostródy, gdy prowadzona przez niego Lancia Lybra podczas wyprzedzania zderzyła się z jadącym z naprzeciwka Fordem Escortem. Poniósł śmierć na miejscu, a jadący z nim Radosław Pazura i Filip Siejka  oraz kierowca forda trafili do szpitali.
Został pochowany na cmentarzu w Wolborzu.

## Życie prywatne
W 1997 poślubił Monikę, z którą miał córkę Wiktorię (ur. 1997). Małżeństwo zakończyło się rozwodem.

## Filmografia
| Rok       | Tytuł                  | Rola                             | Uwagi      |
| --------- | ---------------------- | -------------------------------- | ---------- |
| 2000–2001 | Adam i Ewa             | Adam Rozdrażewski                |            |
| 2002      | Szpital na perypetiach | „Dżolo”, były narzeczony Zuzanny | odcinek 30 |

## Dyskografia
- 1998: Hi Street (z zespołem Hi Street)
- 2001: Waldek Goszcz